# 16-й моторизованный корпус (вермахт)
16-й моторизованный корпус (нем. XVI. Armeekorps (motorisiert)), сформирован 26 августа 1939 года (штаб корпуса был создан в феврале 1938 года).
17 февраля 1941 года переформирован в 4-ю танковую группу.

## Боевой путь корпуса
16-й армейский корпус (моторизованный) был сформирован 4 февраля 1938 года в Берлине, в 3-м военном округе. Главное командование формировалось не как территориальный штаб, а для руководства тремя бронетанковыми дивизиями армии. Первая мобилизация корпуса была проведена 11 марта 1938 года для боевого осуществления «аннексии» Австрии в составе 8-й армии, которая также была мобилизована. Двигался из Пассау через Линц в Вену. После завершения оккупации Австрии вернулся в свой гарнизон.
В ходе оккупации Судетов, корпус входил в состав 10-й армии и наступал из района Западная Саксония — Верхний Пфальц между Готтлойбой и Хамом через Пльзень на Прагу. После оккупации Судетской области немецкая сторона решила разгромить и оккупировать и остальную часть Чехии. 15 и 16 марта 1939 года, корпус, в составе 8-й армии, наступал на Прагу из района южнее Рейхенберга. В корпус входили 3-я лёгкая и 3-я танковая дивизии.
Летом 1939 года началась мобилизация корпуса. В начале вторжения в Польшу корпус подчинялся 10-й армии и имел в своём составе 1-ю и 4-ю танковые дивизии и 31-ю пехотную дивизию. С 1 сентября 1939 года корпус продвигался к реке Варте и на следующий день форсировал реку. К 2 сентября 1-я танковая захватила два моста через Варту целыми и невредимыми. Затем корпус продвинулся на Радомско и Каменск. С 6 сентября корпус перешёл на преследование разбитых польских соединений и повернул в сторону Радома. Сразу же после Радомского сражения 8 и 9 сентября были достигнуты мосты через Вислу у Демблина и Козенице, тем самым замкнув кольцо вокруг пяти польских пехотных дивизий и одной кавалерийской бригады. Бои за котёл продолжались до 13 сентября. Основная часть корпуса, 4-я танковая дивизия и 31-я пехотная дивизия, уже продвинулись дальше к Варшаве. Попытка 4-й танковой дивизии 9 сентября захватить столицу Польши врасплох не удалась. Затем 4-я танковая дивизия и 31-я пехотная дивизия были переброшены, чтобы блокировать Варшаву к югу и западу от города. С 13 сентября 1939 года 1-я и 4-я танковые дивизии были заменены пехотными дивизиями и переброшены на запад к Бзуре под Сохачев. Здесь корпус принимал участие в битве на Бзуре до 19 сентября. В декабре 1939 года корпус двинулся на запад к Нижнему Рейну.
В начале Западной кампании, 10 мая 1940 года, корпус был сосредоточен в составе 6-й армии в районе Ахена. В подчинение были 3-я танковая дивизия и 20-я моторизованная пехотная дивизия. В первый день корпус продвинулся через Южный Лимбург и форсировал Маас. На следующий день канал Альберта был перейдён к северу от форта Эбен-Эмаль. 12 и 13 мая завязались тяжёлые танковые бои с французскими 2-й и 3-й лёгкими механизированными дивизиями. Немецкие танки сначала боролись с более тяжёлобронированными французскими танками, но смогли одержать верх. В ходе преследования корпус прорвал линию Диля в период с 14 по 16 мая. Затем было начато наступление на запад, и корпус стал частью великого танкового прорыва, нацеленного до Ла-Манша. С 24 мая по 5 июня корпус принимал участие в битве при Дюнкерке. В конце этого боя корпус был переброшен на реку Сомму восточнее Амьена.
Во время второй фазы кампании корпус с 5 июня использовался для прорыва линии Вейгана. Последовала переброска восточнее Парижа, и 12 июня корпус с 3-й и 4-й танковыми дивизиями бок о бок продвинулся через Марну в районе Шато-Тьерри и прорвался на юго-восток. Войска форсировали Сену западнее Труа и 18 июня достигли Дижона и Бона. На момент перемирия от 22 июня корпус и его дивизии (3-я и 4-я танковые дивизии, 13-я моторизованная пехотная дивизия, полк «Великая Германия» и 4-й танково-гренадерский полк СС «Дер фюрер») занимали позиции в районе Лиона, намного впереди других немецких войск. После похода в июле 1940 года корпус был переведён на родину. В сентябре 1940 года он перебрался из Данцига в Восточную Пруссию. 16-й корпус был преобразован в 4-ю танковую группу 17 февраля 1941 года в Восточной Пруссии.

## Состав корпуса
1 сентября 1939:
- 1-я танковая дивизия
- 4-я танковая дивизия
- 14-я пехотная дивизия
- 31-я пехотная дивизия

27 ноября 1939:
- 7-я пехотная дивизия
- 31-я пехотная дивизия
- 14-я пехотная дивизия
- 3-я танковая дивизия

1 декабря 1939:
- 7-я пехотная дивизия
- 31-я пехотная дивизия
- 14-я пехотная дивизия

15 апреля 1940:
- 3-я танковая дивизия

8 июня 1940:
- 3-я танковая дивизия
- 33-я пехотная дивизия
- 4-я танковая дивизия
- 4-я пехотная дивизия
- диспозиционные войска СС
- полк СС "Адольф Гитлер"

1 января 1941:
- 6-я танковая дивизия
- 1-я танковая дивизия

## Командование корпусом

### Командующие корпусом
- генерал-лейтенант (с 1 ноября 1938 — генерал танковых войск) Хайнц Гудериан (4 февраля 1938 – 24 ноября 1938)
- генерал кавалерии (с 19 июля 1940 — генерал-полковник) Эрих Хёпнер (24 ноября 1938 – 17 февраля 1941)

### Начальники штаба корпуса
- генерал-майор Фридрих Паулюс (4 февраля 1938 – 1 мая 1939)
- полковник Фердинанд Хайм (1 августа 1939 – 1 марта 1940)
- полковник Вальтер Шаль де Больё (1 марта 1940 – 17 февраля 1941)

### Начальники оперативного отдела штаба
- полковник Йоханнес Бесслер (1 апреля 1938 – 10 ноября 1938)
- подполковник Фердинанд Хайм (10 ноября 1938 – 1 августа 1939)
- подполковник Вальтер Шаль де Больё (1 августа 1939 – 1 марта 1940)
- подполковник Ульрих Бюркер (1 марта 1940 – август 1940)
- подполковник Йоахим фон Шён-Ангерер (август 1940 – 17 февраля 1941)